# Rafael Mir Vicente
Rafael Mir Vicente (castellà: Rafa Mir)  (Cartagena, 18 de juny de 1997), més conegut com a Rafa Mir, és un futbolista espanyol que juga com a davanter al Sevilla FC.
Format al València CF, on va jugar principalment al filial, també va representar la SD Huesca i el Sevilla FC a la La Liga. A l'estranger, va jugar a l'EFL Championship d'Anglaterra amb el Wolverhampton Wanderers FC i el Nottingham Forest FC.
Mir va guanyar el Campionat d'Europa 2019 amb la selecció espanyola de futbol sub-21, i una medalla de plata amb la selecció espanyola de futbol sub-23 als Jocs Olímpics d'estiu de 2020.

## Carrera

### Inicis
Va néixer a Múrcia, on jugava el seu pare el 1997, l'exfutbolista balear Magín Mir.
Va començar jugant al futbol sala en l'equip de la pedania murciana on vivia, Javalí Nuevo. Va signar per ElPozo Murcia i es va proclamar campió d'Espanya amb 120 gols.
Va passar al futbol en arribar a l'aleví del Ranero CF. Va marcar 57 gols en el primer any i 84 en el segon, cridant l'atenció dels planters de diversos clubs importants. Va rebutjar el Vila-real CF per fitxar per la Masia del FC Barcelona. Allà hi va marcar 32 gols, que no li van servir per quedar-se. El Cadet B del Real Murcia va ser la seva següent destinació, on va marcar 45 gols.
Els seus gols van cridar l'atenció del València Club de Futbol. El club va viatjar a veure'l en directe a la selecció autonòmica i no va dubtar a fitxar-lo el 2012. El murcià va marcar 30 gols en el Cadet A campió de Taja (2012-13), 21 en el Juvenil B entrenat per Rubén Mora (2013-14), altres 21 en el Juvenil A dirigit per Rubén Baraja (2014-15), i un en el València Mestalla de CurroTorres contra el CF Badalona, participant en tres partits amb el filial valencianista el mes de març durant la temporada 2014-15.
La temporada 2015-16 la va arrencar al Juvenil A de Miguel Ángel Angulo i va debutar amb l'equip en la Lliga Juvenil de la UEFA, convertint-se en un dels màxims golejadors de la competició. Davant la falta de gol del València Mestalla de Curro Torres va ser titular en la 13a. jornada contra el Vila-real B, encara que no va arribar a marcar. Amb Jorge Mendes com a agent i seguit de prop per observadors d'altres planters, el València CF va ampliar el seu contracte dos anys més amb una clàusula de rescissió de 8 milions d'euros.

### València CF
El tècnic Nuno Espírito Santo, que en la temporada 2015-16 va deixar de comptar amb el davanter Álvaro Negredo i a més Rodrigo estava lesionat, va decidir convocar Rafa Mir amb 18 anys per al partit de la 12a. jornada de Lliga contra UD Las Palmas encara que no va arribar a debutar. Sí va debutar pocs dies després amb el primer equip valencianista sent titular en l'Estadi Petrovski el 24 de novembre de 2015 en partit de Lliga de Campions enfront del Zenit. El tècnic portuguès va seguir convocant-lo per a la 13a. jornada enfront del Sevilla, encara que no va tenir minuts. El tècnic interí, Voro, el va convocar i el va posar de titular el 2 de desembre en l'anada dels setzens de final de la Copa del Rei contra el Barakaldo a Lasesarre, encara que no va arribar a marcar. Amb l'arribada de Gary Neville va deixar d'entrar en convocatòries del primer equip i va tornar a jugar amb el Mestalla en la 16a. jornada enfront del FC Barcelona B, però el 25 de febrer de 2016 va tenir minuts en l'eliminatòria ja resolta de la Lliga Europa davant el Rapid Viena. En resum, aquella temporada 2015-16, àdhuc sent jugador de l'equip Juvenil A del planter valencianista, va debutar en Lliga de Campions, Lliga Europa i en Copa del Rei.

#### València Mestalla
La temporada 2016-17 va fer la pretemporada amb el primer equip a les ordres de Pako Ayestaran. Va marcar fins i tot el gol de la victòria 2-1 en el partit del Trofeu Taronja enfront de l'ACF Fiorentina a Mestalla, i va arribar a tenir minuts en les dues primeres jornades de Lliga davant la necessitat de referències en atac que tenia l'equip, sent el seu debut en Lliga el 28 d'agost de 2016, però l'arribada de Munir li va tancar les portes del primer equip. Va formar part del València Mestalla de Curro Torres que va estar prop d'aconseguir l'ascens de categoria. En total va jugar 29 partits amb el filial valencianista més 6 partits del playoff per l'ascens, en els quals va marcar 9 gols. Va tenir minuts també en 3 partits del primer equip en Copa enfront de Leganés i Celta. El 24 d'abril de 2017 va sofrir un atropellament, però no va afectar negativament a la seva carrera.
L'estiu 2017 va fer la pretemporada 2017-18 de nou amb el primer equip de Marcelino García Toral, però en quedar-li només un any de contracte i no acceptar l'oferta de renovació que li proposava el club, es va començar a buscar una sortida per al jugador, que a més havia rebut importants propostes. Se li van tancar per complet les portes del primer equip, però en el València Mestalla de Segona Divisió B va ser pràcticament titular indiscutible durant la primera volta, primer per Lubo Penev i després per a Miguel Grau, destapant-se com a gran golejador en marcar 15 gols en 18 partits, dos d'ells fins i tot com a capità. El club busca una sortida al mercat d'hivern que sigui del grat per a totes les parts.

### Wolverhampton Wanderers FC
El 4 de gener de 2018 va fitxar pel Wolverhampton Wanderers Football Club de l'Championship britànica, dirigit pel tècnic Nuno Espírito Santo, qui l'havia fet debutar en el primer equip valencianista dues temporades abans. El club britànic va abonar 2 milions d'euros per la seva incorporació, i va passar a lluir el dorsal número 9.

#### UD Las Palmas
El 23 de juliol de 2018 va ser cedit a la Unió Esportiva Las Palmas per una temporada.

#### Nottingham Forest
El 30 de juliol de 2019 es va fer oficial la seva cessió una temporada al Nottingham Forest.

#### SD Huesca
Després de cancel·lar-se la cessió al Nottingham Forest, el 14 de gener de 2020, la Sociedad Deportiva Huesca va anunciar la seva incorporació per una temporada i mitja com a cedit.

### Sevilla
El 20 d'agost de 2021, Mir va signar un contracte de sis anys amb el Sevilla FC per una quota que podria pujar a 16 milions d'euros. El 23 de novembre de 2021, va marcar el seu primer gol a la Champions League al minut 97 d'una victòria per 2-0 contra el VfL Wolfsburg.
Mir va ser abordat pel València per tornar cedit per una quota de 5 milions d'euros el juliol del 2023, amb el club també assumint el seu sou de 2 milions d'euros i el pagament condicionat de 3 milions d'euros del Sevilla al Wolverhampton. El moviment no es va dur a terme per raons financeres, i una sol·licitud tardana de l'AC Milan per una cessió amb compra obligatòria va ser rebutjada per la manca de davanters restants al Sevilla.

#### Retorn al València (cedit)
L'11 de juliol de 2024, Mir va tornar al València com a cedit, amb una clàusula de rescissió de 5 milions d'euros.

## Internacional
Va ser convocat per primera vegada amb la selecció espanyola sub-19 dirigida per Luis de la Fuente el 24 de novembre de 2015, però en ser convocat pel primer equip del València CF per disputar l'anada dels setzens de final de la Copa del Rei va decidir aprofitar aquesta oportunitat i no va ser amb la selecció.
El 6 de setembre va debutar en la selecció espanyola sub-21, marcant un gol davant Albània en un partit de la classificació per a l'europeu de la categoria.

## Palmarès
SD Huesca
- 1 Segona Divisió: 2019-20

Sevilla FC
- 1 Lliga Europa de la UEFA: 2022-23[27]

Selecció espanyola
- 1 Campionat d'Europa sub-21: 2019
- 1 Medalla d'argent als Jocs Olímpics: 2020

## Vida personal
Mir, que s'ha manifestat admirador del davanter alemany Mario Gómez, és fill de l'exfutbolista mallorquí Magín Mir, que va jugar com a defensa entre d'altres al RCD Mallorca i el Múrcia.
El 3 de setembre de 2024, Mir va ser arrestat per la policia sota sospita d'agressió sexual.